# Anoplodactylus laminifer
Anoplodactylus laminifer är en havsspindelart som beskrevs av Arnaud, F. 1974. Anoplodactylus laminifer ingår i släktet Anoplodactylus och familjen Phoxichilidiidae. Inga underarter finns listade i Catalogue of Life.